# I. arméfördelningen (1893–1927)
I. arméfördelningen var en arméfördelning inom svenska armén som verkade i olika former åren 1847–1927. Förbandsledningen var förlagda i Helsingborgs garnison i Helsingborg.

## Historik
Genom 1892 års härordning bildades I. arméfördelningen 1893, arméfördelningen ersatte då det tidigare 1. militärdistriktet. År 1902 antogs namnet I. arméfördelningen. I samband med försvarsbeslutet 1925 avvecklades I. arméfördelningen, i dess ställe bildades den 1 januari 1928 Södra arméfördelningen.

## Verksamhet
Arméfördelningschef hade en särskild stab, vilken bestod av 1 stabschef och 1 generalstabsofficer (båda på generalstabens stat), 2 såsom adjutanter ur underlydande truppförband kommenderade officerare, 1 fortifikationsofficer (på fortifikationens stat), 1 fördelningsintendent och 1 expeditionsintendent (på intendenturkårens stat), 1 fördelningsläkare och 1 fördelningsveterinär.

## Inskrivningsområde
År 1925 omfattade I. arméfördelningsområdet följande inskrivningsområden: Malmöhus södra, Malmöhus norra, Halland, Blekinge, och Kronoberg.

## Ingående enheter

### 1915
År 1915 bestod arméfördelningen av följande förband:

- Karlskrona grenadjärregemente
- Kronobergs regemente
- Hallands regemente
- Norra skånska infanteriregementet
- Södra skånska infanteriregementet
- Skånska husarregementet (utom detachementet i Uppsala, som tillhörde V. arméfördelningen)
- Skånska dragonregementet
- Kronprinsens husarregemente
- Wendes artilleriregemente
- Göta ingenjörkårs fästningskompani i Karlskrona
- Skånska trängkåren.

### 1925
År 1925 bestod arméfördelningen av följande förband:

- 1:a infanteribrigaden (Kronobergs regemente och Hallands regemente)
- 2:a infanteribrigaden (Norra skånska infanteriregementet och Södra skånska infanteriregementet)
- Karlskrona grenadjärregemente
- Skånska husarregementet (utom detachementet i Uppsala, som tillhörde V. arméfördelningen)
- Skånska dragonregementet
- Kronprinsens husarregemente
- Wendes artilleriregemente
- Göta ingenjörkårs fästningskompani i Karlskrona
- Skånska trängkåren

## Förbandschefer
- 1885–1896: Gustaf Peyron
- 1896–1904: Gustaf Anton Bråkenhielm
- 1904–1915: Axel von Matern
- 1915–1917: Constantin Fallenius
- 1917–1926: Emil Mörcke
- 1926–1926: Carl Bastiat Hamilton
- 1926–1927: Axel A:son Sjögreen

## Namn och förläggningsort
| 1. arméfördelningen | 1893-10-01 | – | 1901-12-31 |
| I. arméfördelningen | 1902-01-01 | – | 1927-12-31 |

| Helsingborgs garnison | 1893-10-01 | – | 1927-12-31 |